# Gottfried Vollmer
Gottfied Vollmer (Göttingen, 1953. július 7. –) német színész. Legismertebb szerepe Dieter Bonrath rendőrtiszt a Cobra 11 című sorozatban.

## Filmográfia
| Év        | Magyar cím              | Eredeti cím                              | Szerep         |
| --------- | ----------------------- | ---------------------------------------- | -------------- |
| 2003      | Cobra 12 – Az új csapat | Alarm für Cobra 11 – Einsatz für Team 2  | Dieter Bonrath |
| 1996–2015 | Cobra 11                | Alarm für Cobra 11 – Die Autobahnpolizei | Dieter Bonrath |